# 光叶金星蕨
光叶金星蕨（学名：Parathelypteris japonica var. glabrata）为金星蕨科金星蕨属下的一个变种。

## 扩展阅读
- 維基物種上的相關：光叶金星蕨